# Joop van Woerkom
Johannes Jacobus (Joop) van Woerkom (Schiedam, 3 mei 1912 - aldaar, 27 januari 1998) was een Nederlands waterpolospeler.
Van Woerkom nam eenmaal deel aan de Olympische Spelen in Berlijn van 1936. Tijdens het toernooi verdedigde hij twee of drie wedstrijden het doel. Hij eindigde met het Nederlands team op de vijfde plaats.
Kees van Aelst · 
Lex Franken · 
Ru den Hamer · 
Jan van Heteren · 
Hans Maier · 
Soesoe van Oostrom Soede · 
Gé Regter · 
Herman Veenstra · 
Joop van Woerkom